# Durchschnittsertrag
In der Mikroökonomie ist der Durchschnittsertrag (auch: Durchschnittsprodukt, Durchschnittsproduktivität) eines Faktors die auf eine Faktoreinheit im Mittel entfallende Produktionsmenge. Durchschnittserträge werden berechnet als Produktionsergebnis durch Faktoreinsatz. Dabei kann es sich bei beiden Größen sowohl um Wert- als auch Mengeneinheiten handeln.

## Kenngrößen
Eine wichtige volkswirtschaftliche Kenngröße ist die Arbeitsstundenproduktivität. Sie wird berechnet, indem das Bruttoinlandsprodukt für das Produktionsergebnis und das Arbeitsvolumen (Gesamtheit aller geleisteten Arbeitsstunden) für den Faktoreinsatz eingesetzt werden. Die Kapitalproduktivität wird analog aus dem BIP und dem Wert des Kapitalstocks berechnet.
Die Kehrwerte der Arbeitsproduktivität (AP) und Kapitalproduktivität (KP) heißen Arbeitskoeffizient bzw. Kapitalkoeffizient. Die Kapitalintensität (k) verknüpft die beiden Produktivitäten zu der tautologischen Beziehung: AP = k * KP.
Der Durchschnittsertrag ist maximal, wenn er gleich dem Grenzertrag ist. Liegt der Grenzertrag über (unter) dem Durchschnittsertrag, ist die (partielle) Produktionselastizität größer (kleiner) als eins.